# Terrell County (Georgia)
Terrell County is een county in de Amerikaanse staat Georgia.
De county heeft een landoppervlakte van 869 km² en telt 10.970 inwoners (volkstelling 2000). De hoofdplaats is Dawson.